# Thomas Chirault
Thomas Chirault (15 september 1997) is een Frans boogschutter.

## Carrière
Chirault nam in 2017 en 2019 deel aan de wereldkampioenschappen outdoor, in 2017 won hij een zilveren medaille met het Franse team. In 2018 nam hij deel aan het wereldkampioenschap indoor, hij verloor in de tweede ronde van de Nederlander Sjef van den Berg.
In de Wold Cup won hij in Berlijn in 2017 goud met het Franse team. In 2018 won hij een bronzen medaille individueel op de meeting in Salt Lake City.
Hij nam deel aan de Europese Spelen 2019 in Minsk en won er een gouden medaille met het Franse team.

## Erelijst

### Wereldkampioenschap
- 2017:  Mexico-Stad (team)

### Europese Spelen
- 2019:  Minsk (team)

### World Cup
- 2017:  Berlijn (team)
- 2018:  Salt Lake City (individueel)